# 봉고봉고 대소동
봉고봉고 대소동(Who Finds A Friend Finds A Treasure)은 미국에서 제작된 세르지오 코르부치 감독의 1981년 영화이다. 테렌스 힐 등이 주연으로 출연하였다.

## 출연

### 주연
- 테렌스 힐
- 버드 스펜서

### 조연
- 아니 로스
- 톰 툴리

## 제작진
- 원작자: 마리오 아멘돌라
- 원작자: 세르지오 코르부치
- 미술: 마르코 덴티시
- 의상: 프란코 카레티